# 송종국 (1956년)
송종국(宋鍾國, 1956년 4월 4일 ~ )은 대한민국의 대학 교수, 공무원으로 제13대 과학기술정책연구원장이다.
서강대학교에서 경제학 학사와 석사 학위를 마친 후 미국 Texas A&M 대학교에서 경제학 박사학위를 취득하였다. 박사학위 취득 후 과학기술정책연구·평가센터(과학기술정책연구원 전신)의 연구위원으로 입사하여, 2004년 과학기술정책연구원 기획조정실장으로 근무하였다. 2011년 제12대 과학기술정책연구원장을 역임하였으며, 2014년 제 13대 과학기술정책연구원장으로 연임하여, 2017년(현재) 제13대 과학기술정책연구원장으로 재임 중이다.

## 주요 경력
- 2018, 3 ~ 한양대학교 특훈교수
- 2017. 9 ~ 중소․벤처기업혁신성장위원회 위원
- 2012. 9 ~ 국제과학기술전략연구훈련센터 (CISTRAT) 이사회 이사
- 2011.12 ~ 한국공학한림원 회원
- 2014. 9 ~ 2017.11 제13대 과학기술정책연구원장
- 2015. 4 ~ 2017.10 기획재정부 재정정책자문회의 위원
- 2013. 5 ~ 2017. 5 국제과학비즈니스벨트위원회 위원
- 2013. 7 ~ 2015. 6 국가과학기술심의회 위원
- 2013. 4 ~ 2013.12 창조경제특별위원회 위원
- 2013. 1 ~ 2013. 2  제18대 대통령직 인수위원회 교육과학기술분과 전문위원
- 2012. 5 ~ 2013. 5  글로벌 인재포럼 자문위원
- 2012. 3 ~ 2015. 3  유네스코한국위원회 자연과학분과위원회 위원
- 2011. 8 ~ 2014. 9  제12대 과학기술정책연구원장
- 2010. 3 ~ 2011. 2  기술경영경제학회 회장
- 2006.10 ~ 2011. 8  기술보증기금 기술평가위원회 공동위원장
- 2004. 7 ~ 2004.12  과학기술중심사회추진기획단 위원
- 2004. 3 ~ 2005.10  과학기술정책연구원 (STEPI) 기획조정실장
- 2004. 3 ~ 2004. 7  서강대학교 경제대학원 대우교수
- 2003. 4 ~ 2005. 3  한국재정 공공경제학회 이사
- 2003. 4 ~ 2003. 7  과학기술기본계획 총괄분과위원회 부위원장
- 2003. 1 ~ 2008. 2  과학기술부 규제개혁위원회 위원
- 2002. 4 ~ 2004. 3  국정홍보처 국정홍보위원 (과학기술부문)
- 1999. 8 ~ 2001. 2  과학기술부 장관 정책자문관
- 1997. 8 ~ 1998. 7  미국 George Mason 대학교 객원학자
- 1994. 9 ~ 1994.12  KAIST 대우교수
- 1992. 6 ~ 1992.12 종합과학기술심의회의 전문위원
- 1991. 6 ~ 1991.12 대통령과학기술자문회의 전문위원
- 1990.11 과학기술정책연구·평가센터 (STEPI 전신) 연구위원